# Paracamarota thenmalaensis
Paracamarota thenmalaensis är en tvåvingeart som beskrevs av Cherian 1991. Paracamarota thenmalaensis ingår i släktet Paracamarota och familjen fritflugor. Inga underarter finns listade i Catalogue of Life.